# Changgyeonggung
Changgyeonggung [cʰaŋk'jək'uŋ] ist einer von fünf Palästen in Seoul, die während der Zeit der Joseon-Dynastie gebaut wurden. Sein ursprünglicher Name, als er im Jahr 1419 errichtet wurde, war Suganggung (수강궁 [sugaŋk'uŋ]). Nach dem Umbau im Jahr 1483 erhielt er den jetzigen Namen Changgyeonggung. Der Palast wurde während des Imjin-Kriegs Ende des 16. Jahrhunderts zerstört und im Jahr 1616 wieder aufgebaut.

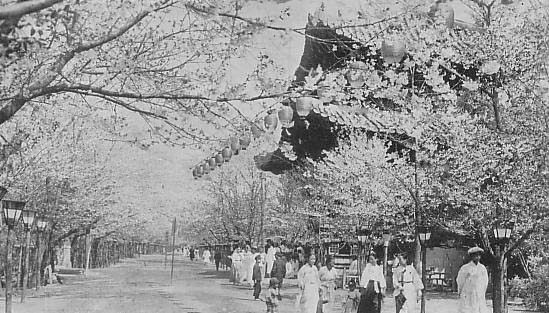
Der Shōkei-Park von 1930

Während der Zeit, als Korea eine Provinz Japans war, wurden auf dem Gelände des Königspalastes Changgyeonggung (damals nach den chinesischen Zeichen 昌慶宮 Shōkeikyū genannt) von der japanischen Provinzregierung ein Zoo, ein Botanischer Garten (der sogenannte Shōkei-Park) und ein Museum eingerichtet. Die südkoreanische Regierung ließ 1983 den Zoo verlegen. Er befindet sich jetzt in Gwacheon, einer 75.000 Einwohner-Stadt am Südrand von Seoul, erreichbar mit U-Bahn Linie 4.